# Genyatremus luteus
Genyatremus luteus (Bloch, 1790) è pesce osseo appartenente alla famiglia Haemulidae.

## Descrizione
Raggiunge una lunghezza massima di 37 cm.

## Alimentazione
G. luteus si nutre prevalentemente di crostacei, bivalvi e vermi.